# Deutsche Leichtathletik-Meisterschaften

Logo vom Deutschen Leichtathletik-Verband

Die Deutschen Leichtathletik-Meisterschaften für verschiedene Disziplinen der Leichtathletik werden jährlich ausgetragen. In jeder Disziplin wird in der Männer- und in der Frauenklasse ein Deutscher Meister gekürt.
In den meisten Disziplinen werden die Wettkämpfe bei einer Hauptveranstaltung, die sich über ein Wochenende erstreckt, ausgetragen. Davon ausgenommen sind die Disziplinen Sieben- und Zehnkampf, der 10.000-Meter-Lauf, die Langstaffeln, die Straßen- und Crossläufe, die Wettbewerbe im Gehen sowie ab 2019 die vom Deutschen Leichtathletik-Verband (DLV) ins Programm aufgenommenen Ultraläufe, die gesondert ausgetragen werden.
In den Altersklassen Junioren U23, Jugend U20 und U18 und U16 gibt es gesonderte Meisterschaftswettbewerbe.

## Geschichte
Die ersten deutschen Leichtathletik-Meisterschaften fanden 1898 in Hamburg statt. Sie bestanden aus drei Laufdisziplinen (100, 200 und 1500 Meter), die an zwei Tagen im Abstand von drei Wochen ausgetragen wurden. In den nächsten Jahren erweiterte sich zwar allmählich das Wettkampfprogramm, jedoch blieb es zunächst bei der Aufspaltung der Meisterschaften auf mehrere Termine und Orte. 1906 gab es die ersten Meisterschaften an einem Ort und einem Termin. Dies blieb bis heute weitgehend erhalten. Allerdings gab und gibt es immer wieder Auslagerungen von Teilwettbewerben aus organisatorischen oder zeitlichen Gründen, da die Meisterschaften in der Regel nur an einem Wochenende stattfinden. Schon immer ausgelagert war der erstmals 1913 ausgetragene Wald- oder Crosslauf, da dieser nicht in einem Stadion durchgeführt werden kann. Ebenso ist es mit dem Berglauf, der aber erst ab 1985 zum Wettkampfprogramm des DLV gehört. Auch die Wettbewerbe in den Mehrkämpfen sind meist ausgelagert, um so den Athleten auch den Start bei Einzeldisziplinen zu ermöglichen. Dies führte aber in den letzten Jahren dazu, dass die besten deutschen Mehrkämpfer oft nicht an den deutschen Mehrkampfmeisterschaften teilnehmen, weil diese zeitlich zu nah an Europa- oder Weltmeisterschaften, bzw. Olympischen Spielen lagen. Die auf der Straße ausgetragenen Wettbewerbe der Läufer und Geher werden ebenfalls meist nicht im Rahmen der deutschen Meisterschaften veranstaltet.
Frauen nahmen erstmals 1920 an den deutschen Meisterschaften teil, wenn auch zuerst nur mit vier Disziplinen (100 Meter, 4-mal-100-Meter-Staffel, Weitsprung und Kugelstoßen). Zwischen 1925 und 1933 wurden ihre Wettbewerbe getrennt von den Männern durchgeführt.
Die deutschen Leichtathletik-Meisterschaften fielen nur in drei Jahren aus: Im Jahr 1914, als gleichzeitig die Mobilmachung für den Ersten Weltkrieg lief, im letzten Kriegsjahr des Zweiten Weltkriegs 1944 und unmittelbar nach Kriegsende 1945. Die Meisterschaften des Jahres 1946 fanden in stark reduziertem Rahmen statt, bei denen des Jahres 1947 handelte es sich um Meisterschaften der drei westlichen Besatzungszonen. Während der deutschen Teilung fanden in der DDR von 1948 bis 1990 eigene Meisterschaften statt.
Zum 1. Januar 2019 wurden die bislang von der Deutschen Ultramarathon-Vereinigung (DUV) ausgetragenen deutschen Meisterschaften der Ultralaufdistanzen in die DLV-Meisterschaftsdisziplinen aufgenommen. Siehe dazu auch den Wikipedia-Artikel Deutsche Meisterschaften der DUV.

## Disziplinen
Seit den ersten Meisterschaften 1898, die in nur drei Disziplinen ausgetragen wurde, hat sich die Zahl der Disziplinen bis heute stark erhöht. Allerdings ist das Wettkampfprogramm nicht nur von weiteren Ergänzungen geprägt. Es gab und gibt Disziplinen der Leichtathletik, die nur für einige Jahre in das Wettkampfprogramm aufgenommen wurden, z. B. der Schleuderballwurf oder der Hürdensprint über 200 Meter. Auch der lange Jahre zusätzlich zum Zehnkampf ausgetragene Fünfkampf der Männer gehört dazu. Bei anderen Disziplinen wurden die Distanzen verändert, so z. B. bei der längsten Bahnlaufstrecke, die ab 1919 von 7500 Meter auf 10.000 Meter verlängert wurde. Wieder andere Disziplinen waren bis heute noch nie Teil des Meisterschaftsprogramms, z. B. der Stundenlauf oder die olympische Staffel. Die Nichtberücksichtigung bei den deutschen Meisterschaften führt meist dazu, dass auch bei anderen Sportfesten oder regionalen Meisterschaften diese Disziplinen nicht oder nur sehr selten angeboten werden, selbst wenn darin Rekordlisten geführt werden.
Das jeweils ausgetragene Wettkampfprogramm findet sich im Artikel über die Meisterschaften des entsprechenden Jahres.

### Mannschaftswertungen und Mannschaftsmeisterschaften
In einigen Disziplinen (z. B. Crosslauf, Marathonlauf, Mehrkämpfe) werden zusätzlich zum Meistertitel in der jeweiligen Einzeldisziplin auch Meistertitel in der Mannschaftswertung verliehen. Dabei werden die Ergebnisse der drei besten Athleten eines Vereins addiert.
Seit 1934 werden auch Mannschaftsmeisterschaften (heute Team-DM genannt) ausgetragen. Dabei handelt es sich um einen Mehrkampf, bei dem die unterschiedlichen Disziplinen von jeweils anderen Athleten desselben Vereins bestritten werden. Mit einer Punktewertung wird die beste Mannschaft ermittelt. Da sich viele Leichtathletikvereine auf einige Disziplinbereiche spezialisierten und zudem viele Spitzenathleten den Start als weitgehend überflüssige Belastung empfinden, ist die Teilnehmerzahl stark zurückgegangen. Das hat mit dazu geführt, dass dieser Wettbewerb trotz einiger Veränderungen (z. B. gemeinsame Wertung von Frauen und Männern eines Vereins) weitestgehend aus dem Blickfeld der Öffentlichkeit verschwunden ist. Im Schüler- und Jugendbereich auf Ebene der Landesverbände erfreuen sich diese Meisterschaften – als DJMM (= Deutsche Jugend-Mannschaftsmeisterschaft) bezeichnet – jedoch nach wie vor hoher Teilnehmerzahlen.

## Teilnahmebedingungen
In den meisten Disziplinen wird einige Monate vorher eine Mindestleistung als Qualifikationsnorm festgelegt. Diese Bedingung entfällt bei den meisten Straßenläufen, da dort hohe Teilnehmerzahlen kein Hindernis für die Auswertung darstellen. Auf Antrag kann der DLV trotz nicht erbrachter Qualifikationsleistung den Start zulassen. Dies geschieht beispielsweise bei Spitzenathleten der letzten Jahre, die aufgrund von Krankheit oder anderen Gründen keine Möglichkeit hatten, die Norm zu erfüllen.
Teilnahmeberechtigt sind alle deutschen Leichtathleten, die Mitglied eines dem DLV angeschlossenen Sportvereins sind. Im November 2016 verkündete der Deutsche Leichtathletik-Verband (DLV), obwohl schon im Sommer beschlossen, dass ab 2017 Ausländer ohne deutsche Staatsbürgerschaft nicht mehr an Deutschen Meisterschaften teilnehmen dürfen.
Laut DLV-Präsident Clemens Prokop soll die Regelungsänderung in erster Linie bezwecken „sicherzustellen, dass die deutschen Meisterschaften zur Ermittlung des besten deutschen Staatsangehörigen dienen“, und es wird neben der Deutschen Meisterschaft kein Wettbewerb betroffen sein. Der DLV begründete die Regeländerung auch damit, den Missstand beseitigt zu haben, dass sich etwa (finanzstarke) Vereine einen regelwidrigen Vorteil durch aus dem Ausland kurzfristig eingekaufte Athleten verschafften, bei denen das Eintrittsdatum in den Verein vordatiert war, um die vorgeschriebene einjährige Mitgliedschaft vorzutäuschen, oder erhebliche Zweifel am Alter von Athleten nicht überprüft werden konnten.
Da die Aufnahme in die DLV-Bestenlisten an das DM-Teilnahmerecht gekoppelt ist, werden nun Sportler, die zwar eine Startlizenz für einen DLV-Verein haben, aber keine deutsche Staatsbürgerschaft, unter der Fußnote „kein Teilnahmerecht an DM“ in der jeweiligen Bestenliste geführt. In den Landes-Bestenlisten werden sie weiterhin geführt, wenn sie das Teilnahmerecht an Landesmeisterschaften haben. Staffeln und Mannschaftswertungen (Straßenwettbewerbe, Mehrkampf), in denen ein nicht an Deutschen Meisterschaften teilnahmeberechtigter Athlet eingesetzt bzw. gewertet wurde, werden ebenfalls nur als Fußnote zur DLV-Bestenliste gesetzt bzw. haben in dieser Besetzung nicht die Qualifikationsnorm für die DM erreicht.

## Deutsche Meisterschaften
| Deutsche Leichtathletik-Meisterschaften | Deutsche Leichtathletik-Meisterschaften | Deutsche Leichtathletik-Meisterschaften     | Deutsche Leichtathletik-Meisterschaften             | Deutsche Leichtathletik-Meisterschaften            | Deutsche Leichtathletik-Meisterschaften |
| Nr.                                     | Veranstaltung                           | Stadt                                       | Stadion                                             | Zeitraum                                           |                                         |
| --------------------------------------- | --------------------------------------- | ------------------------------------------- | --------------------------------------------------- | -------------------------------------------------- | --------------------------------------- |
| 1.                                      | DM 1898                                 | Hamburg                                     | Rennbahn Mühlenkamp Eisbahn-Verein vor dem Dammthor | 4. September 25. September                         |                                         |
| 2.                                      | DM 1899                                 | Straßburg Braunschweig Pforzheim            |                                                     | 14. Mai 6. August 24. September                    |                                         |
| 3.                                      | DM 1900                                 | Straßburg Berlin Hamburg                    | Eisbahn-Verein vor dem Dammthor                     | 15. Juli 16. September 23. September               |                                         |
| 4.                                      | DM 1901                                 | Berlin Hamburg                              | Eisbahn-Verein vor dem Dammthor                     | 30. Juni 22. September                             |                                         |
| 5.                                      | DM 1902                                 | Hannover Frankfurt Hamburg                  | Eisbahn-Verein vor dem Dammthor                     | 3. August 17. August 31. August                    |                                         |
| 6.                                      | DM 1903                                 | Frankfurt Hannover Hamburg                  | Eisbahn-Verein vor dem Dammthor                     | 23. August 30. August 6. September                 |                                         |
| 7.                                      | DM 1904                                 | Magdeburg München Hannover Frankfurt Berlin |                                                     | 19. Juni 10. Juli 24. Juli 21. August 4. September |                                         |
| 8.                                      | DM 1905                                 | Mülhausen Leipzig Hannover                  |                                                     | 16. Juli 23. Juli 24. September                    |                                         |
| 9.                                      | DM 1906                                 | Hannover                                    |                                                     | 2. September 1906                                  |                                         |
| 10.                                     | DM 1907                                 | Breslau                                     |                                                     | 18. August 1907                                    |                                         |
| 11.                                     | DM 1908                                 | Berlin                                      | Athletik-Sportplatz am Bahnhof Gesundbrunnen        | 16. August 1908                                    |                                         |
| 12.                                     | DM 1909                                 | Frankfurt                                   |                                                     | 29. August 1909                                    |                                         |
| 13.                                     | DM 1910                                 | Frankfurt                                   | Palmengarten-Rennbahn                               | 28. August 1910                                    |                                         |
| 14.                                     | DM 1911                                 | Dresden                                     |                                                     | 20. August 1911                                    |                                         |
| 15.                                     | DM 1912                                 | Duisburg                                    |                                                     | 18. August 1912                                    |                                         |
| 16.                                     | DM 1913                                 | Breslau                                     |                                                     | 17. August 1913                                    |                                         |
| 17.                                     | DM 1915                                 | Berlin                                      |                                                     | 19. September 1915                                 |                                         |
| 18.                                     | DM 1916                                 | Leipzig                                     |                                                     | 27. August 1916                                    |                                         |
| 19.                                     | DM 1917                                 | Berlin                                      |                                                     | 5. August 1917                                     |                                         |
| 20.                                     | DM 1918                                 | Berlin                                      |                                                     | 25. August 1918                                    |                                         |
| 21.                                     | DM 1919                                 | Nürnberg                                    |                                                     | 23.–24. August 1919                                |                                         |
| 22.                                     | DM 1920                                 | Dresden                                     |                                                     | 14.–15. August 1920                                |                                         |
| 23.                                     | DM 1921                                 | Hamburg                                     | Sievekingsplatz/Hammer Park                         | 20.–21. August 1921                                |                                         |
| 24.                                     | DM 1922                                 | Duisburg                                    |                                                     | 18.–20. August 1922                                |                                         |
| 25.                                     | DM 1923                                 | Frankfurt                                   |                                                     | 17.–19. August 1923                                |                                         |
| 26.                                     | DM 1924                                 | Stettin                                     |                                                     | 9.–10. August 1924                                 |                                         |
| 27.                                     | DM 1925                                 | Berlin (Männer) Leipzig (Frauen)            |                                                     | 8.–9. August 1925 6. September 1925                |                                         |
| 28.                                     | DM 1926                                 | Leipzig (Männer) Braunschweig (Frauen)      |                                                     | 7.–8. August 1926 22. August 1926                  |                                         |
| 29.                                     | DM 1927                                 | Berlin (Männer) Breslau (Frauen)            |                                                     | 16.–17. Juli 1927 6.–7. August 1927                |                                         |
| 30.                                     | DM 1928                                 | Düsseldorf (Männer) Berlin (Frauen)         |                                                     | 14.–16. Juli 1928 14.–15. Juli 1928                |                                         |
| 31.                                     | DM 1929                                 | Breslau (Männer) Frankfurt (Frauen)         |                                                     | 20.–22. Juli 1929 20.–21. Juli 1929                |                                         |
| 32.                                     | DM 1930                                 | Berlin (Männer) Lennep (Frauen)             |                                                     | 2.–3. August 1930                                  |                                         |
| 33.                                     | DM 1931                                 | Berlin (Männer) Magdeburg (Frauen)          |                                                     | 1.–2. August 1931                                  |                                         |
| 34.                                     | DM 1932                                 | Hannover (Männer) Berlin (Frauen)           |                                                     | 2.–3. Juli 1932                                    |                                         |
| 35.                                     | DM 1933                                 | Köln (Männer) Weimar (Frauen)               |                                                     | 12.–13. August 1933 19.–20. August 1933            |                                         |
| 36.                                     | DM 1934                                 | Nürnberg                                    |                                                     | 27.–29. Juli 1934                                  |                                         |
| 37.                                     | DM 1935                                 | Berlin                                      |                                                     | 3.–4. August 1935                                  |                                         |
| 38.                                     | DM 1936                                 | Berlin                                      |                                                     | 11.–12. Juli 1936                                  |                                         |
| 39.                                     | DM 1937                                 | Berlin                                      | Olympiastadion                                      | 24.–25. Juli 1937                                  |                                         |
| 40.                                     | DM 1938                                 | Breslau                                     | Jahnkampfbahn                                       | 28.–30. Juli 1938                                  |                                         |
| 41.                                     | DM 1939                                 | Berlin                                      | Olympiastadion                                      | 8.–9. Juli 1939                                    |                                         |
| 42.                                     | DM 1940                                 | Berlin                                      |                                                     | 10.–11. August 1940                                |                                         |
| 43.                                     | DM 1941                                 | Berlin                                      | Olympiastadion                                      | 19.–20. Juli 1941                                  |                                         |
| 44.                                     | DM 1942                                 | Berlin                                      | Olympiastadion                                      | 25.–26. Juli 1942                                  |                                         |
| 45.                                     | DM 1943                                 | Berlin                                      | Olympiastadion                                      | 24.–25. Juli 1943                                  |                                         |
| 46.                                     | DM 1946                                 | Frankfurt                                   | Waldstadion                                         | 24.–25. August 1946                                |                                         |
| 47.                                     | DM 1947                                 | Köln                                        | Müngersdorfer Stadion                               | 9.–10. August 1947                                 |                                         |
| 48.                                     | DM 1948                                 | Nürnberg                                    | Städtisches Stadion                                 | 14.–15. August 1948                                |                                         |
| 49.                                     | DM 1949                                 | Bremen                                      | Weserstadion                                        | 6.–7. August 1949                                  |                                         |
| 50.                                     | DM 1950                                 | Stuttgart                                   | Neckarstadion                                       | 5.–6. August 1950                                  |                                         |
| 51.                                     | DM 1951                                 | Düsseldorf                                  | Rheinstadion                                        | 28.–29. Juli 1951                                  |                                         |
| 52.                                     | DM 1952                                 | Berlin                                      | Olympiastadion                                      | 28.–29. Juni 1952                                  |                                         |
| 53.                                     | DM 1953                                 | Augsburg                                    | Rosenaustadion                                      | 25.–26. Juli 1953                                  |                                         |
| 54.                                     | DM 1954                                 | Hamburg                                     | Volksparkstadion                                    | 6.–8. August 1954                                  |                                         |
| 55.                                     | DM 1955                                 | Frankfurt                                   | Waldstadion                                         | 4.–7. August 1955                                  |                                         |
| 56.                                     | DM 1956                                 | Berlin                                      | Olympiastadion                                      | 17.–19. August 1956                                |                                         |
| 57.                                     | DM 1957                                 | Düsseldorf                                  | Rheinstadion                                        | 16.–18. August 1957                                |                                         |
| 58.                                     | DM 1958                                 | Hannover                                    | Niedersachsenstadion                                | 18.–20. Juli 1958                                  |                                         |
| 59.                                     | DM 1959                                 | Stuttgart                                   | Neckarstadion                                       | 24.–26. Juli 1959                                  |                                         |
| 60.                                     | DM 1960                                 | Berlin                                      | Olympiastadion                                      | 22.–24. Juli 1960                                  |                                         |
| 61.                                     | DM 1961                                 | Düsseldorf                                  | Rheinstadion                                        | 28.–30. Juli 1961                                  |                                         |
| 62.                                     | DM 1962                                 | Hamburg                                     | Volksparkstadion                                    | 27.–29. Juli 1962                                  |                                         |
| 63.                                     | DM 1963                                 | Augsburg                                    | Rosenaustadion                                      | 9.–11. August 1963                                 |                                         |
| 64.                                     | DM 1964                                 | Berlin                                      | Olympiastadion                                      | 7.–9. August 1964                                  |                                         |
| 65.                                     | DM 1965                                 | Duisburg                                    | Wedaustadion                                        | 6.–8. August 1965                                  |                                         |
| 66.                                     | DM 1966                                 | Hannover                                    | Niedersachsenstadion                                | 5.–7. August 1966                                  |                                         |
| 67.                                     | DM 1967                                 | Stuttgart                                   | Neckarstadion                                       | 4.–6. August 1967                                  |                                         |
| 68.                                     | DM 1968                                 | Berlin                                      | Olympiastadion                                      | 16.–18. August 1968                                |                                         |
| 69.                                     | DM 1969                                 | Düsseldorf                                  | Rheinstadion                                        | 15.–17. August 1969                                |                                         |
| 70.                                     | DM 1970                                 | Berlin                                      | Olympiastadion                                      | 7.–9. August 1970                                  |                                         |
| 71.                                     | DM 1971                                 | Stuttgart                                   | Neckarstadion                                       | 9.–11. Juli 1971                                   |                                         |
| 72.                                     | DM 1972                                 | München                                     | Olympiastadion                                      | 19.–23. Juli 1972                                  |                                         |
| 73.                                     | DM 1973                                 | Berlin                                      | Olympiastadion                                      | 20.–22. Juli 1973                                  |                                         |
| 74.                                     | DM 1974                                 | Hannover                                    | Niedersachsenstadion                                | 26.–28. Juli 1974                                  |                                         |
| 75.                                     | DM 1975                                 | Gelsenkirchen                               | Parkstadion                                         | 28.–29. Juni 1975                                  |                                         |
| 76.                                     | DM 1976                                 | Frankfurt                                   | Waldstadion                                         | 13.–15. August 1976                                |                                         |
| 77.                                     | DM 1977                                 | Hamburg                                     | Volksparkstadion                                    | 5.–7. August 1977                                  |                                         |
| 78.                                     | DM 1978                                 | Köln                                        | Müngersdorfer Stadion                               | 11.–13. August 1978                                |                                         |
| 79.                                     | DM 1979                                 | Stuttgart                                   | Neckarstadion                                       | 10.–12. August 1979                                |                                         |
| 80.                                     | DM 1980                                 | Hannover                                    | Niedersachsenstadion                                | 15.–17. August 1980                                |                                         |
| 81.                                     | DM 1981                                 | Gelsenkirchen                               | Parkstadion                                         | 17.–19. Juli 1981                                  |                                         |
| 82.                                     | DM 1982                                 | München                                     | Olympiastadion                                      | 23.–25. Juli 1982                                  |                                         |
| 83.                                     | DM 1983                                 | Bremen                                      | Weserstadion                                        | 24.–26. Juni 1983                                  |                                         |
| 84.                                     | DM 1984                                 | Düsseldorf                                  | Rheinstadion                                        | 22.–24. Juni 1984                                  |                                         |
| 85.                                     | DM 1985                                 | Stuttgart                                   | Neckarstadion                                       | 2.–4. August 1985                                  |                                         |
| 86.                                     | DM 1986                                 | Berlin                                      | Olympiastadion                                      | 11.–13. Juli 1986                                  |                                         |
| 87.                                     | DM 1987                                 | Gelsenkirchen                               | Parkstadion                                         | 10.–12. Juli 1987                                  |                                         |
| 88.                                     | DM 1988                                 | Frankfurt                                   | Waldstadion                                         | 22.–24. Juli 1988                                  |                                         |
| 89.                                     | DM 1989                                 | Hamburg                                     | Volksparkstadion                                    | 11.–12. August 1989                                |                                         |
| 90.                                     | DM 1990                                 | Düsseldorf                                  | Rheinstadion                                        | 10.–12. August 1990                                |                                         |
| 91.                                     | DM 1991                                 | Hannover                                    | Niedersachsenstadion                                | 26.–28. Juli 1991                                  |                                         |
| 92.                                     | DM 1992                                 | München                                     | Olympiastadion                                      | 19.–21. Juni 1992                                  |                                         |
| 93.                                     | DM 1993                                 | Duisburg                                    | Wedaustadion                                        | 9.–11. Juli 1993                                   |                                         |
| 94.                                     | DM 1994                                 | Erfurt                                      | Steigerwaldstadion                                  | 1.–3. Juli 1994                                    |                                         |
| 95.                                     | DM 1995                                 | Bremen                                      | Weserstadion                                        | 30. Juni – 2. Juli 1995                            |                                         |
| 96.                                     | DM 1996                                 | Köln                                        | Müngersdorfer Stadion                               | 21.–23. Juni 1996                                  |                                         |
| 97.                                     | DM 1997                                 | Frankfurt                                   | Waldstadion                                         | 27.–29. Juni 1997                                  |                                         |
| 98.                                     | DM 1998                                 | Berlin                                      | Jahnstadion                                         | 3.–5. Juli 1998                                    |                                         |
| 99.                                     | DM 1999                                 | Erfurt                                      | Steigerwaldstadion                                  | 2.–4. Juli 1999                                    |                                         |
| 100.                                    | DM 2000                                 | Braunschweig                                | Eintracht-Stadion                                   | 29.–30. Juli 2000                                  |                                         |
| 101.                                    | DM 2001                                 | Stuttgart                                   | Gottlieb-Daimler-Stadion                            | 29. Juni – 1. Juli 2001                            |                                         |
| 102.                                    | DM 2002                                 | Bochum-Wattenscheid                         | Lohrheidestadion                                    | 5.–7. Juli 2002                                    |                                         |
| 103.                                    | DM 2003                                 | Ulm                                         | Donaustadion                                        | 28.–29. Juli 2003                                  |                                         |
| 104.                                    | DM 2004                                 | Braunschweig                                | Eintracht-Stadion                                   | 10.–11. Juli 2004                                  |                                         |
| 105.                                    | DM 2005                                 | Bochum-Wattenscheid                         | Lohrheidestadion                                    | 2.–3. Juli 2005                                    |                                         |
| 106.                                    | DM 2006                                 | Ulm                                         | Donaustadion                                        | 15.–16. Juli 2006                                  |                                         |
| 107.                                    | DM 2007                                 | Erfurt                                      | Steigerwaldstadion                                  | 21.–22. Juli 2007                                  |                                         |
| 108.                                    | DM 2008                                 | Nürnberg                                    | Easycredit-Stadion                                  | 5.–6. Juli 2008                                    |                                         |
| 109.                                    | DM 2009                                 | Ulm                                         | Donaustadion                                        | 4.–5. Juli 2009                                    |                                         |
| 110.                                    | DM 2010                                 | Braunschweig                                | Eintracht-Stadion                                   | 17.–18. Juli 2010                                  |                                         |
| 111.                                    | DM 2011                                 | Kassel                                      | Auestadion                                          | 23.–24. Juli 2011                                  |                                         |
| 112.                                    | DM 2012                                 | Bochum-Wattenscheid                         | Lohrheidestadion                                    | 16.–17. Juni 2012                                  |                                         |
| 113.                                    | DM 2013                                 | Ulm                                         | Donaustadion                                        | 6.–7. Juli 2013                                    |                                         |
| 114.                                    | DM 2014                                 | Ulm                                         | Donaustadion                                        | 26.–27. Juli 2014                                  |                                         |
| 115.                                    | DM 2015                                 | Nürnberg                                    | Grundig Stadion                                     | 25.–26. Juli 2015                                  |                                         |
| 116.                                    | DM 2016                                 | Kassel                                      | Auestadion                                          | 18.–19. Juni 2016                                  |                                         |
| 117.                                    | DM 2017                                 | Erfurt                                      | Steigerwaldstadion                                  | 8.–9. Juli 2017                                    |                                         |
| 118.                                    | DM 2018                                 | Nürnberg                                    | Max-Morlock-Stadion                                 | 20.–22. Juli 2018                                  |                                         |
| 119.                                    | DM 2019                                 | Berlin                                      | Olympiastadion                                      | 3.–4. August 2019                                  |                                         |
| 120.                                    | DM 2020                                 | Braunschweig                                | Eintracht-Stadion                                   | 8.–9. August 2020                                  |                                         |
| 121.                                    | DM 2021                                 | Braunschweig                                | Eintracht-Stadion                                   | 5.–6. Juni 2021                                    |                                         |
| 122.                                    | DM 2022                                 | Berlin                                      | Olympiastadion                                      | 25.–26. Juni 2022                                  |                                         |
| 123.                                    | DM 2023                                 | Kassel                                      | Auestadion                                          | 8.–9. Juli 2023                                    |                                         |
| 124.                                    | DM 2024                                 | Braunschweig                                | Eintracht-Stadion                                   | 29.–30. Juni 2024                                  |                                         |
| 125.                                    | DM 2025                                 | Dresden                                     | Heinz-Steyer-Stadion                                | 31. Juli – 3. August 2025                          |                                         |
| 126.                                    | DM 2026                                 | Bochum-Wattenscheid                         | Lohrheidestadion                                    | 24.–26. Juli 2026                                  |                                         |

## DDR-Meisterschaften
| Leichtathletik-Meisterschaften der SBZ/DDR | Leichtathletik-Meisterschaften der SBZ/DDR | Leichtathletik-Meisterschaften der SBZ/DDR | Leichtathletik-Meisterschaften der SBZ/DDR | Leichtathletik-Meisterschaften der SBZ/DDR | Leichtathletik-Meisterschaften der SBZ/DDR |
| Nr.                                        | Veranstaltung                              | Stadt                                      | Stadion                                    | Zeitraum                                   |                                            |
| ------------------------------------------ | ------------------------------------------ | ------------------------------------------ | ------------------------------------------ | ------------------------------------------ | ------------------------------------------ |
| 1.                                         | OZM 1948                                   | Chemnitz                                   | Großkampfbahn                              | 16.–19. September 1948                     |                                            |
| 2.                                         | OZM 1949                                   | Jena                                       | Ernst-Abbe-Sportfeld                       | 16.–17. Juli 1949                          |                                            |
| 1.                                         | DDRM 1950                                  | Halberstadt                                | Friedensstadion                            | 22.–23. Juli 1950                          |                                            |
| 2.                                         | DDRM 1951                                  | Erfurt                                     | Georgi-Dimitroff-Stadion                   | 14.–15. Juli 1951                          |                                            |
| 3.                                         | DDRM 1952                                  | Jena                                       | Ernst-Abbe-Sportfeld                       | 2.–6. Juli 1952                            |                                            |
| 4.                                         | DDRM 1953                                  | Leipzig                                    | DHfK-Stadion                               | 18.–19. Juli 1953                          |                                            |
| 5.                                         | DDRM 1954                                  | Dresden                                    | Rudolf-Harbig-Stadion                      | 23.–25. Juli 1954                          |                                            |
| 6.                                         | DDRM 1955                                  | Jena                                       | Ernst-Abbe-Sportfeld                       | 2.–4. September 1955                       |                                            |
| 7.                                         | DDRM 1956                                  | Erfurt                                     | Georgi-Dimitroff-Stadion                   | 20.–22. Juli 1956                          |                                            |
| 8.                                         | DDRM 1957                                  | Berlin                                     | Walter-Ulbricht-Stadion                    | 12.–14. Juli 1957                          |                                            |
| 9.                                         | DDRM 1958                                  | Jena                                       | Ernst-Abbe-Sportfeld                       | 18.–20. Juli 1958                          |                                            |
| 10.                                        | DDRM 1959                                  | Leipzig                                    | Zentralstadion                             | 13.–15. August 1959                        |                                            |
| 11.                                        | DDRM 1960                                  | Leipzig                                    | Zentralstadion                             | 22.–24. Juli 1960                          |                                            |
| 12.                                        | DDRM 1961                                  | Dresden                                    | Heinz-Steyer-Stadion                       | 5.–6. August 1961                          |                                            |
| 13.                                        | DDRM 1962                                  | Dresden                                    | Heinz-Steyer-Stadion                       | 28.–30. September 1962                     |                                            |
| 14.                                        | DDRM 1963                                  | Jena                                       | Ernst-Abbe-Sportfeld                       | 30. Aug. – 1. Sept. 1963                   |                                            |
| 15.                                        | DDRM 1964                                  | Jena                                       | Ernst-Abbe-Sportfeld                       | 10.–12. Juli 1964                          |                                            |
| 16.                                        | DDRM 1965                                  | Karl-Marx-Stadt                            | Ernst-Thälmann-Stadion                     | 23.–25. Juli 1965                          |                                            |
| 17.                                        | DDRM 1966                                  | Jena                                       | Ernst-Abbe-Sportfeld                       | 20.–24. Juli 1966                          |                                            |
| 18.                                        | DDRM 1967                                  | Halle                                      | Stadion Robert-Koch-Straße                 | 27.–30. Juli 1967                          |                                            |
| 19.                                        | DDRM 1968                                  | Erfurt                                     | Georgi-Dimitroff-Stadion                   | 8.–11. August 1968                         |                                            |
| 20.                                        | DDRM 1969                                  | Berlin                                     | Friedrich-Ludwig-Jahn-Sportpark            | 31. Juli – 3. August 1969                  |                                            |
| 21.                                        | DDRM 1970                                  | Erfurt                                     | Georgi-Dimitroff-Stadion                   | 3.–5. Juli 1970                            |                                            |
| 22.                                        | DDRM 1971                                  | Leipzig                                    | Zentralstadion                             | 25.–27. Juli 1971                          |                                            |
| 23.                                        | DDRM 1972                                  | Erfurt                                     | Georgi-Dimitroff-Stadion                   | 22.–25. Juni 1972                          |                                            |
| 24.                                        | DDRM 1973                                  | Dresden                                    | Heinz-Steyer-Stadion                       | 20.–22. Juli 1973                          |                                            |
| 25.                                        | DDRM 1974                                  | Leipzig                                    | Zentralstadion                             | 4.–6. Juli 1974                            |                                            |
| 26.                                        | DDRM 1975                                  | Erfurt                                     | Georgi-Dimitroff-Stadion                   | 22.–24. August 1975                        |                                            |
| 27.                                        | DDRM 1976                                  | Karl-Marx-Stadt                            | Ernst-Thälmann-Stadion                     | 5.–8. August 1976                          |                                            |
| 28.                                        | DDRM 1977                                  | Dresden                                    | Heinz-Steyer-Stadion                       | 30. Juni – 3. Juli 1977                    |                                            |
| 29.                                        | DDRM 1978                                  | Leipzig                                    | Zentralstadion                             | 30. Juni – 2. Juli 1978                    |                                            |
| 30.                                        | DDRM 1979                                  | Karl-Marx-Stadt                            | Ernst-Thälmann-Stadion                     | 9.–12. August 1979                         |                                            |
| 31.                                        | DDRM 1980                                  | Cottbus                                    | Max-Reimann-Stadion                        | 16.–18. Juli 1980                          |                                            |
| 32.                                        | DDRM 1981                                  | Jena                                       | Ernst-Abbe-Sportfeld                       | 7.–9. August 1981                          |                                            |
| 33.                                        | DDRM 1982                                  | Dresden                                    | Heinz-Steyer-Stadion                       | 30. Juni – 3. Juli 1982                    |                                            |
| 34.                                        | DDRM 1983                                  | Karl-Marx-Stadt                            | Ernst-Thälmann-Stadion                     | 16.–18. Juni 1983                          |                                            |
| 35.                                        | DDRM 1984                                  | Erfurt                                     | Georgi-Dimitroff-Stadion                   | 1.–3. Juni 1984                            |                                            |
| 36.                                        | DDRM 1985                                  | Leipzig                                    | Zentralstadion                             | 9.–11. August 1985                         |                                            |
| 37.                                        | DDRM 1986                                  | Jena                                       | Ernst-Abbe-Sportfeld                       | 27.–29. Juni 1986                          |                                            |
| 38.                                        | DDRM 1987                                  | Potsdam                                    | Stadion Luftschiffhafen                    | 20.–22. August 1987                        |                                            |
| 39.                                        | DDRM 1988                                  | Rostock                                    | Ostseestadion                              | 24.–26. Juni 1988                          |                                            |
| 40.                                        | DDRM 1989                                  | Neubrandenburg                             | Jahnstadion                                | 21.–23. Juli 1989                          |                                            |
| 41.                                        | DDRM 1990                                  | Dresden                                    | Heinz-Steyer-Stadion                       | 17.–19. August 1990                        |                                            |

## Meisterschafts-Bestleistungen
Diese Auflistung zeigt Bestleistungen bei den deutschen Freiluft-Leichtathletik-Meisterschaften. (Stand: 6. Juli 2024).
Nicht zu verwechseln mit aktuellen Bestleistungen deutscher Leichtathleten, welche nicht zwingend im Rahmen deutscher Meisterschaften aufgestellt wurden.

### Männer
| Disziplin        |              | Name                | Verein                  | Datum         | Ort               |
| ---------------- | ------------ | ------------------- | ----------------------- | ------------- | ----------------- |
| 100 m            | 9,99 s       | Owen Ansah          | Hamburger SV            | 29. Juni 2024 | Braunschweig      |
| 200 m            | 20,02 s      | Joshua Hartmann     | ASV Köln                | 9. Juli 2023  | Kassel            |
| 400 m            | 44,70 s      | Karl Honz           | VfB Stuttgart           | 21. Juli 1972 | München           |
| 800 m            | 1:44,9 min   | Franz-Josef Kemper  | SC Preußen Münster      | 7. Aug. 1966  | Hannover          |
| 1500 m           | 3:37,0 min   | Thomas Wessinghage  | USC Mainz               | 6. Aug. 1977  | Hamburg           |
| 5000 m           | 13:19,08 min | Dieter Baumann      | TSV Bayer Leverkusen    | 28. Juni 1997 | Frankfurt am Main |
| 7500 m           | 24:23,7 min  | Josef Stoiber       | FC Franken Nürnberg     | 28. Aug. 1910 | Frankfurt am Main |
| 10.000 m         | 27:53,59 min | Dieter Baumann      | TSV Bayer Leverkusen    | 23. Mai 1998  | Lindau            |
| 25.000 m         | 1:27:38,0 h  | Hans Schneider      | Germania Hirschberg     | 15. Aug. 1926 | Berlin            |
| Marathon         | 2:06:05 h    | Amanal Petros       | SCC Berlin              | 14. Apr. 2024 | Hannover          |
| 3000 m Hindernis | 8:16,98 min  | Frederik Ruppert    | LAV Stadtwerke Tübingen | 29. Juni 2024 | Braunschweig      |
| 110 m Hürden     | 13,05 s      | Florian Schwarthoff | TV Heppenheim           | 2. Juli 1995  | Bremen            |
| 200 m Hürden     | 23,0 s       | Martin Lauer        | ASV Köln                | 24. Juli 1959 | Stuttgart         |
| 400 m Hürden     | 48,02 s      | Harald Schmid       | TV Gelnhausen           | 4. Aug. 1985  | Stuttgart         |
| 4 × 100 m        | 38,79 s      | Staffel             | TV Wattenscheid 01      | 22. Juli 2018 | Nürnberg          |
| 4 × 400 m        | 3:03,04 min  | Staffel             | LAC Chemnitz            | 2. Juli 1995  | Bremen            |
| 4 × 800 m        | 7:12,15 min  | Staffel             | VfB Stuttgart           | 27. Juli 1986 | Krefeld           |
| 3 × 1000 m       | 7:01,2 min   | Staffel             | SC Preußen Münster      | 17. Juli 1966 | Hamm              |
| 4 × 1500 m       | 14:59,06 min | Staffel             | TV Wattenscheid 01      | 9. Juli 1995  | Rhede             |
| Hochsprung       | 2,33 m       | Dietmar Mögenburg   | LG Bayer Leverkusen     | 12. Aug. 1990 | Düsseldorf        |
| Hochsprung       | 2,33 m       | Wolf-Hendrik Beyer  | LG Bayer Leverkusen     | 11. Juli 1993 | Duisburg          |
| Hochsprung       | 2,33 m       | Ralf Sonn           | TSG Weinheim            | 11. Juli 1993 | Duisburg          |
| Stabhochsprung   | 5,94 m       | Raphael Holzdeppe   | LAZ Zweibrücken         | 26. Juli 2015 | Nürnberg          |
| Weitsprung       | 8,49 m       | Sebastian Bayer     | Bremer LT               | 4. Juli 2009  | Ulm               |
| Dreisprung       | 17,34 m      | Charles Friedek     | TSV Bayer Leverkusen    | 28. Juni 1997 | Frankfurt am Main |
| Kugelstoßen      | 21,87 m      | David Storl         | LAC Erdgas Chemnitz     | 25. Juli 2014 | Ulm               |
| Diskuswurf       | 69,48 m      | Lars Riedel         | LAC Chemnitz            | 29. Juni 1997 | Frankfurt am Main |
| Hammerwurf       | 83,04 m      | Heinz Weis          | LG Bayer Leverkusen     | 29. Juni 1997 | Frankfurt am Main |
| Speerwurf        | 89,55 m      | Andreas Hofmann     | MTG Mannheim            | 22. Juli 2018 | Nürnberg          |

### Frauen
| Disziplin        |              | Name                    | Verein                      | Datum         | Ort          |
| ---------------- | ------------ | ----------------------- | --------------------------- | ------------- | ------------ |
| 100 m            | 10,91 s      | Katrin Krabbe           | SC Neubrandenburg           | 27. Juli 1991 | Hannover     |
| 200 m            | 22,12 s      | Katrin Krabbe           | SC Neubrandenburg           | 28. Juli 1991 | Hannover     |
| 400 m            | 49,78 s      | Grit Breuer             | SC Magdeburg                | 30. Juni 2001 | Stuttgart    |
| 800 m            | 1:58,45 min  | Hildegard Falck         | VfL Wolfsburg               | 11. Juli 1971 | Stuttgart    |
| 1500 m           | 3:59,58 min  | Konstanze Klosterhalfen | TSV Bayer 04 Leverkusen     | 9. Juli 2017  | Erfurt       |
| 5000 m           | 14:26,76 min | Konstanze Klosterhalfen | TSV Bayer 04 Leverkusen     | 3. Aug. 2019  | Berlin       |
| 10.000 m         | 31:15,41 min | Kathrin Weßel           | OSC Berlin                  | 16. Mai 1996  | Koblenz      |
| Marathon         | 2:23:50 h    | Domenika Mayer          | LG Telis Finanz Regensburg  | 14. Apr. 2024 | Hannover     |
| 3000 m Hindernis | 9:25,81 min  | Gesa Felicitas Krause   | Silvesterlauf e. V. Trier   | 8. Juli 2017  | Erfurt       |
| 80 m Hürden      | 10,6 s       | Zenta Kopp              | TSV München 1860            | 24. Juli 1960 | Berlin       |
| 100 m Hürden     | 12,69 s      | Pamela Dutkiewicz       | TV Wattenscheid 01          | 21. Juli 2018 | Nürnberg     |
| 400 m Hürden     | 54,52 s      | Heike Meißner           | LG Dresdner SC              | 3. Juli 1994  | Erfurt       |
| 4 × 100 m        | 42,97 s      | Staffel                 | MTG Mannheim                | 9. Juli 2017  | Erfurt       |
| 4 × 400 m        | 3:29,74 min  | Staffel                 | SC Magdeburg                | 4. Juli 1999  | Erfurt       |
| 3 × 800 m        | 6:08,12 min  | Staffel                 | ASV Köln                    | 22. Juli 1984 | Fulda        |
| Hochsprung       | 2,03 m       | Heike Henkel            | LG Bayer Leverkusen         | 20. Juni 1992 | München      |
| Stabhochsprung   | 4,77 m       | Annika Becker           | LG Alheimer Rotenburg-Bebra | 7. Juli 2002  | Wattenscheid |
| Weitsprung       | 7,21 m       | Heike Drechsler         | TuS Jena                    | 21. Juni 1992 | München      |
| Dreisprung       | 14,46 m      | Helga Radtke            | LAC Quelle Fürth/München    | 3. Juli 1994  | Erfurt       |
| Kugelstoßen      | 20,92 m      | Claudia Losch           | LAC Quelle Fürth            | 13. Juli 1986 | Berlin       |
| Diskuswurf       | 68,78 m      | Ilke Wyludda            | SV Halle                    | 27. Juli 1991 | Hannover     |
| Hammerwurf       | 76,04 m      | Betty Heidler           | LG Eintracht Frankfurt      | 23. Juli 2011 | Kassel       |
| Speerwurf        | 68,86 m      | Christina Obergföll     | LG Offenburg                | 24. Juli 2011 | Kassel       |
| Schlagballwurf   | 80,72 m      | Annchen Groth           | VfL Heide                   | 2. Aug. 1930  | Lennep       |